# Arnaud Geyre
Arnaud Geyre (Pau, 21 de abril de 1935 - Château-Thierry, 20 de febrero de 2018) fue un ciclista francés, que fue profesional entre 1958 y 1963. va ser un ciclista francès, que fou professional entre 1958 i 1963.
Anteriormente, como ciclista amateur, corrió en los Juegos Olímpicos de Melbourne 1956, donde ganó una medalla de oro en la prueba de ruta per equipos (con Michel Vermeulin y Maurice Moucheraud) y una de plata en la de ruta inidividual.
Los buenos resultados obtenidos como amateur le permitieron fichar por el equipo Helyett-Leroux-Hutchison en 1958, donde fue compañero de Jacques Anquetil y André Darrigade. Ese primer año como profesional ganó dos etapas en el Tour de l'Aude. Posteriormente corrió por los equipos Mercier-BP-Hutchinson, Bobet-BP-Hutchinson y Pinturas Ega, antes de retirarse en 1963.

## Medallero internacional

### Ciclismo en ruta
| Juegos Olímpicos | Juegos Olímpicos      | Juegos Olímpicos | Juegos Olímpicos |
| Año              | Lugar                 | Medalla          | Competición      |
| ---------------- | --------------------- | ---------------- | ---------------- |
| 1956             | Melbourne (Australia) | Medalla de plata | Ruta             |
| 1956             | Melbourne (Australia) | Medalla de oro   | Por equipos      |

## Palmarés
- 1956
  -  Campeón olímpico en la ruta por equipos
  -  Plata olímpica en la ruta inidividual
- 1957
  - Campeón de Francia de sociedades en ruta
  - Campeón de Francia de persecución por equipos
- 1958
  - 1º en la París-Auxerre
  - Vencedor de 2 etapas en el Tour de l'Aude
- 1959
  - 1º en los Boucles del Baix Llemosí
  - 1º en el Gran Premio de Tulle
- 1960
  - 1º en el Gran Premio de Dax
- 1961
  - 1º en el Tour de l'Herault
  - 1º en evl Gran Premio de Sète
  - 1º en el Gran Premio Izarra
  - Vencedor de una etapa en el Tour de l'Aude